# Abborrtjärnen (Svegs socken, Härjedalen, 688178-140075)
Abborrtjärnen är en sjö i Härjedalens kommun i Härjedalen och ingår i Ljusnans huvudavrinningsområde.